# Arctostylopidae
Arctostylopidae — вимерла родина плацентарних ссавців пізнього палеоцену Східної Азії та Північної Америки. Усі зразки арктостилопідів у Північній Америці були віднесені до роду Arctostilops.
Це тварини з невизначеною спорідненістю з іншими групами, і вважалося, що вони можуть бути пов'язані з унгулятами. Спочатку вони вважалися північними родичами південноамериканських нотоунгулятів, зокрема Notostylopidae.
Нещодавно інші палеонтологи припустили, що вони можуть бути нащадками азійських гризуноподібних. Цей зв’язок ґрунтується на подібності форми їхніх кісток передплесна (щиколотки). Зокрема, тарзали арктостилопідів дуже схожі на ранніх гліроїдів Rhombomylus.